# مدیریت اطلاعات شخصی
مدیریت اطلاعات شخصی (انگلیسی: Personal information management) گونه‌ای مدیریت اطلاعات است، که یک فرد برای جمع‌آوری، طبقه‌بندی، ذخیره، جستجو، بازیابی و اشتراک اطلاعات در فعالیت‌های روزانه استفاده می‌کند. مدیریت اطلاعات شخصی به روش‌های سازماندهی، حفظ و بازیابی مجموعه اطلاعات شخصی اطلاق می‌گردد، که می‌تواند افراد را در طبقه‌بندی و استفاده از این اسناد و اطلاعات کمک نماید. مدیریت اطلاعات شخصی در عمل برنامه‌ای کاربردی است که معمولاً حاوی کتاب آدرس و سازمان‌دهی اطلاعات پراکنده، مانند یادداشت‌ها، قرارها و نام‌ها می‌باشد.